# 이수페타시스
이수페타시스(영어: ISU Petasys)는 이수그룹의 계열사로 산업용 인쇄 회로 기판(PCB, Printed Circuit Board) 전문 생산 기업이다. 

## 사업
Capacitor, Resistor 등과 같은 수동 소자를 내장하여 고다층 MLB(Multi-Layer Board)에 적용할 수 있는 임베디드(Embedded) PCB 환경을 고려한 Green PCB 등을 개발한다. 또한 미국 현지 생산 판매 법인과 중국 현지 법인 이수페타시스후난 등을 통해 다국적 기업의 네트워크 장비 및 서버용 PCB 시장을 집중공략하고 있으며, 우주 항공 및 슈퍼컴퓨터 분야 PCB  시장에서도 성공적으로 활약하고 있다.
엔비디아, 구글, 마이크로소프트에 고다층 기판(MLB)을 납품하여 인공 지능(AI) 수혜주로 분류된다
2024년 5천 500억 원 주주 배정 유상 증자를 결정하였다
2025년 계획했던 제이오 인수를 철회하고 유상 증자 규모를 5500억원에서 2500억으로 축소하였다

## 연혁
• 1989년 제1공장 준공
• 1995년 이수그룹 편입 
• 1998년 제2 공장 준공
• 2000년 KOSDAQ(협회중개시장) 등록
• 2000년 ISU PETASYS AMERICA 설립 (LA)
• 2003년 한국증권거래소 이전 상장 
• 2004년 ㈜이수엑사보드(ISU EXABOARD) 설립
• 2007년 AS9100인증획득(우주항공기PCB)
• 2008년 “Advanced Level technology company” Cisco 인증 획득
• 2008년 2008 Cisco ‘최고의 파트너상’ 수상
• 2009년 2009 CRAY ‘최고의 파트너상’ 수상
• 2011년 ㈜엑사플렉스(ISU EXAFLEX) 설립
• 2013년 ISU PETASYS HUNAN(중국) 인수
• 2014년 엑사보드, 엑사플렉스 합병 (엑사보드)
• 2015년 제3 공장 준공
• 2017년 IATF 16949(자동차품질경영시스템) 인증
• 2019년 Juniper “Top Direct component supplier”, Palo Alto “Excellence in Technology” 수상

## 생산 제품
- 인쇄회로기판(PCB : Printed Circuit Board)

## 사업장 위치
- 본사 : 대구광역시 달성군 논공읍 논공로53길 36(본리리 29-54)

## 사회 공헌 활동(CSR)
• 2015.01 CSR 거버넌스 구축
• 2015.09 CSR 보고서 최초 발행
• 2016.06 전 임직원 윤리 및 인권 서약 시행
• 2016.11 '대한민국 사랑받는 기업 대한상공회의소 회장상' 수상
• 2017.09 CSR 보고서 발간
• 2017.12  에코바디스 '골드 인증 레벨' 획득
• 2018.11 '대한민국 사랑받는 기업 산업통상자원부 장관상' 수상
• 2018.11 ESG 평가 지표 최고 등급 AA 획득

## 같이 보기
- 이수그룹
- PCB

## 참고 문헌
1. ↑  김태일, 이수페타시스, 내년 매출 1조 넘는다···목표가↑-신영, 파이낸셜뉴스, 2024-07-03
2. ↑  올해 487% 주가 급등 韓 '이수페타시스' 외신도 주목…"AI 최대 수혜자", 디지털투데이, 2023-08-04
3. ↑  이수페타시스, 5천500억 원 주주 배정 유상 증자 결정, 연합뉴스, 2024-11-08
4. ↑  제이오 인수 철회한 이수페타시스, 증권사 "목표가 2배로 상향", 뉴시스, 2025-01-24